# 圣家岭天主教堂
圣家岭天主教堂是天主教汉口总教区的一座教堂，位于中国湖北省应城市城北街道红堂村卧虎岗，1924年兴建，以纪念1923年“应城教案”中被绑票杀害的梅占春神父。由于该堂屋面铺设红瓦，俗称“红堂”。

## 简介
1923年6月15日，河南军阀残部刘广林来到湖北应山县，伙同应山人雷老幺，绑架梅占春神父，谈判无果后，9月2日，刘广林在河南桐柏县平氏镇附近将梅神父打成重伤，9月4日死亡。意大利墨索里尼政府提出割地赔款的要求，而教廷特使刚恒毅总主教和汉口田瑞玉主教为免激化中国民众与教会之间的矛盾，决定放弃赔款要求，改用慈善的方式纪念梅神父的殉职。1924年1月31日，湖北省督军萧耀南召集汉口法国领事和主教商议，同意教会的要求，由地方政府出资，在汉口新建一所梅神父纪念医院，并在应城卧虎岗新建一座大教堂。

## 建筑保护情况
2008年4月27日，被湖北省人民政府列为第五批湖北省文物保护单位。
其作为文物的保护范围为：圣家岭天主教堂及周围一定范围。以圣家岭天主教堂主体建筑外墙为界，四周各向外延伸5米。
其作为文物的建设控制地带为：以保护范围为界向外延伸，东面至水塘，南面向外延伸5米，西面至公路，北面至红堂小学教学楼北部院墙。
2021年入选孝感市第一批优秀历史建筑名录。